# Valérie Urrea
Valérie Urrea née en 1968 est une documentariste française.

## Biographie
Valérie Urrea  traite différents sujets tels que l’autisme, le genre, les questions raciales et la danse. Elle réalise plusieurs documentaires sur la chorégraphe Mathilde Monnier. En 2012, elle filme le solo Manta chorégraphié par Héla Fattoumi et Éric Lamoureux.
En 2018, le documentaire qu'elle réalise avec Nathalie Masduraud, Focus Iran, l'audace au premier plan est récompensé au festival de film documentaire.

## Réalisations
- Alice Guy - L'inconnue du 7e art, avec Nathalie Masduraud, 53 min, 2021[4]
- H24, 24 Heures dans la vie d'une femme, avec Nathalie Masduraud, 2021
- Focus Iran, l'audace au premier plan, avec Nathalie Masduraud, 53 min, 2017
- Manta, 26 min, 2012
- 2008 vallée, 60 min, 2007
- L'homme qui danse, 56 min, 2004[5]
- Hors les murs, 51 min, 2001
- Bruit-Blanc - autour de Marie-France, 51 min, 1998